# Pričuvna baterija
Pričuvna baterija ili baterija s naknadnim djelovanjem vrsta su baterija. Proizvode se i skladište u neaktivnom stanju i aktiviraju se bilo ulijevanjem tekućine (nalivne baterije, npr. vodom aktivirana baterija), bilo uvođenjem plina (plinom aktivirana baterija), bilo grijanjem (toplinom aktivirana baterija) ili elektrolitom (elektrolitom aktivirane baterije).